# Adorazione dei pastori (Savoldo)
L'Adorazione dei pastori è un dipinto a olio su tela (192x178 cm) di Giovanni Gerolamo Savoldo, databile al 1540 circa e conservato nella Pinacoteca Tosio Martinengo di Brescia.

## Descrizione e stile
Il dipinto fa parte dell'ultima fase del pittore, caratterizzato da tonalità intense e talvolta cupe e da un uso del colore pastoso, in grado di dare particolari effetti materici che simulano il velluto.
La scena dell'adorazione del Bambino è ambientata davanti alla capannuccia, in cui sporgono dalla penombra il bue e l'asinello. Più dietro, da una finestrella, sporgono due pastori per assistere e un terzo sta appoggiato a un muretto a destra. La loro descrizione, dai vivi accenti quotidiani, riprende una tradizione fiamminga (usata ad esempio da Bosch, che l'artista aveva ammirato a Venezia e sulle incisioni). Tali elementi popolareschi sono però nobilitati dalla tecnica raffinata ed elegante dell'artista.
Giuseppe e Maria, privi di aureole e attributi, hanno fisionomie semplici, quasi rustiche. Sulla scarpa protesa in avanti del falegname si vede il dettaglio di un velo di polvere: una nota di verismo che ebbe influenza poi su Caravaggio.
In lontananza, un bagliore rischiara il cielo dai densi toni turchesi: si tratta dell'unico accenno sovrannaturale della tavola, rappresentante l'angelo che dà l'annuncio.
Dell'opera Savoldo realizzò altre versioni, tra cui una molto simile nella chiesa di San Giobbe a Venezia.